# Mieczysławów (województwo łódzkie)
Mieczysławów – osada w Polsce położona w województwie łódzkim, w powiecie kutnowskim, w gminie Krzyżanów.
Przez miejscowość przebiega droga wojewódzka nr 702.
W latach 1975–1998 miejscowość administracyjnie należała do województwa płockiego.